# القیقب
القیقب (به عربی: القیقب) یک منطقهٔ مسکونی در لیبی است که در استان درنه واقع شده‌است. القیقب ۷٬۲۹۷ نفر جمعیت دارد.